# NX (Unigraphics)
NX, también conocido como Siemens NX , es un paquete de software CAD/CAM/CAE desarrollado por la compañía Siemens PLM Software (una unidad de negocios de la división de Siemens Industry Automation).
Sus usos, entre otros, son los siguientes:
- Diseño (modelado paramétrico y directo de sólidos/superficies)
- Análisis para ingeniería (estático, dinámico, electromagnético y térmico usando el método de elementos finitos, y análisis de fluidos usando el método de volúmenes finitos.
- Manufactura digital para la industria de la maquinaria.

## Historia
1969:
UNIAPT es lanzado al mercado por una compañía de software por aquel entonces llamada United Computing. UNIAPT fue unos de los primeros productos CAM del mundo. 
1973: 
La compañía compra el código del software Automated Drafting and Machining (ADAM) a MCS en 1973. Ese código fue la base de un producto llamado UNI-GRAPHICS.
1976 El fabricante de aviones McDonnell Douglas compra Unigraphics.
1991:
Durante una temporada de dificultades económicas, la McDonnell Douglas vende Unigraphics a EDS, perteneciente en aquel momento a General Motors. De esta forma, Unigraphics se convierte en el sistema CAD corporativo de la General Motors.
1996:
Unigraphics V11.0 sale al mercado.
2002 
Sale la primera versión de la "nueva generación" de Unigraphics y I-deas, llamada NX. Esto conduciría a la fusión de las funcionaliades y capacidades de Unigraphics y I-DEAS en un único producto.
2007
NX 5 incorpora la tecnología síncrona.
2011
Sale al mercado NX8 en octubre de 2011.
2013
Sale al mercado NX9 en octubre de 2013.
2014
Sale al mercado NX10 en octubre de 2014.
2016
Sale al mercado NX11 en octubre de 2016.
2017
Sale al mercado NX12 en octubre de 2017.
2019
Sale al mercado NX Continuous Release en enero de 2019.

## Galería

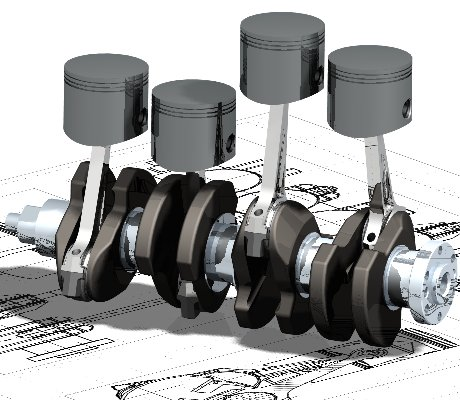
Cigüeñal hecho con NX